# Boubacar Traoré

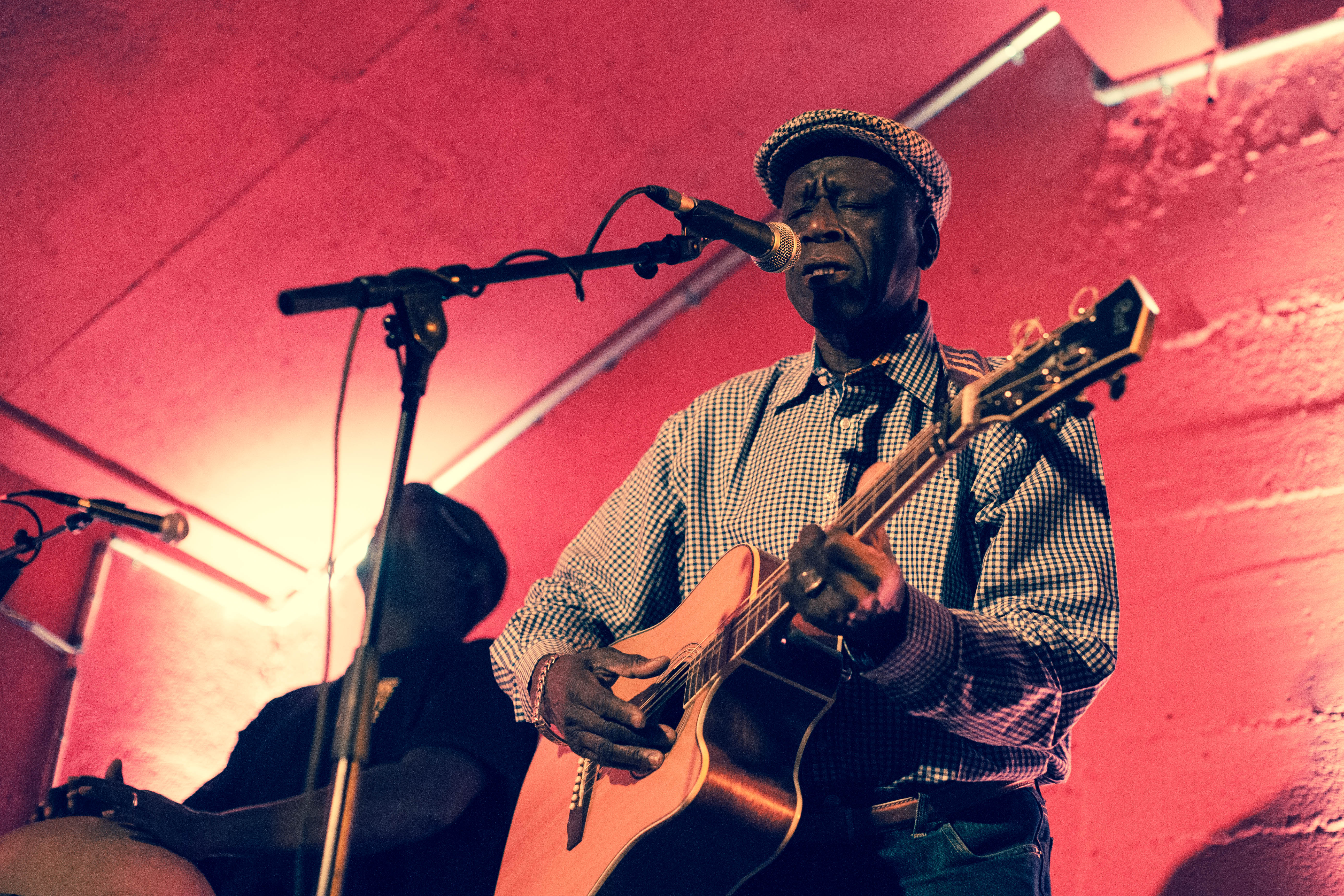
Boubacar Traoré (2011)

Boubacar Traoré ('Kar Kar') (* 1942 in Mali) ist ein malischer Musiker.

## Biografie
Boubacar Traoré (auch Kar Kar), 1942 in Kayes im Nordwesten Malis geboren, fing in den späten 1950er Jahren an Gitarre zu spielen. Beeinflusst wurde er von Kassonké (einer lokalen Spielart), afrokubanischer Musik und amerikanischem Blues. Das Gitarrespielen lehrte ihn sein älterer Bruder, der während der 1950er Jahre in Kuba Musik studierte.
1960/61 verließ Boubacar Traoré Kayes und arbeitete als Schneider in Bamako. Er gründet die "Pionniers Jazz".
Berühmt wurde er ab 1963 in Westafrika mit Titeln wie "Mali Twist", "Kar Kar Madison" und "Kayes Ba". Seinen Spitznamen Kar Kar bekam er als Fußballer: 'karikari' sagt man, wenn ein Spieler zu viel dribbelt. Er nahm für 'Radio Mali' insgesamt acht Stücke auf – gesungen auf Französisch und Maninka. Die Ähnlichkeit zwischen dem in den frühen 1960er Jahren in der westlichen Welt populären Musik- und Tanzstil Twist und dem Twist, den Kar Kar nur mit Gitarre und Percussion begleitet sang, ist eher ideell, Traoré imitierte ihn lediglich mit seinem "ta-ra-ra"-Chorus. Boubacar Traoré (Kar Kar) ist der Elvis Presley, der Chuck Berry Malis, er trat oft mit einer schwarzen Lederjacke bekleidet auf und wurde deswegen "Kar Kar, le blouson noir" genannt.
Der "Mali Twist" erklang jeden Morgen im Radio und forderte die Bevölkerung auf, das seit 1960 unabhängige Mali mitzugestalten.

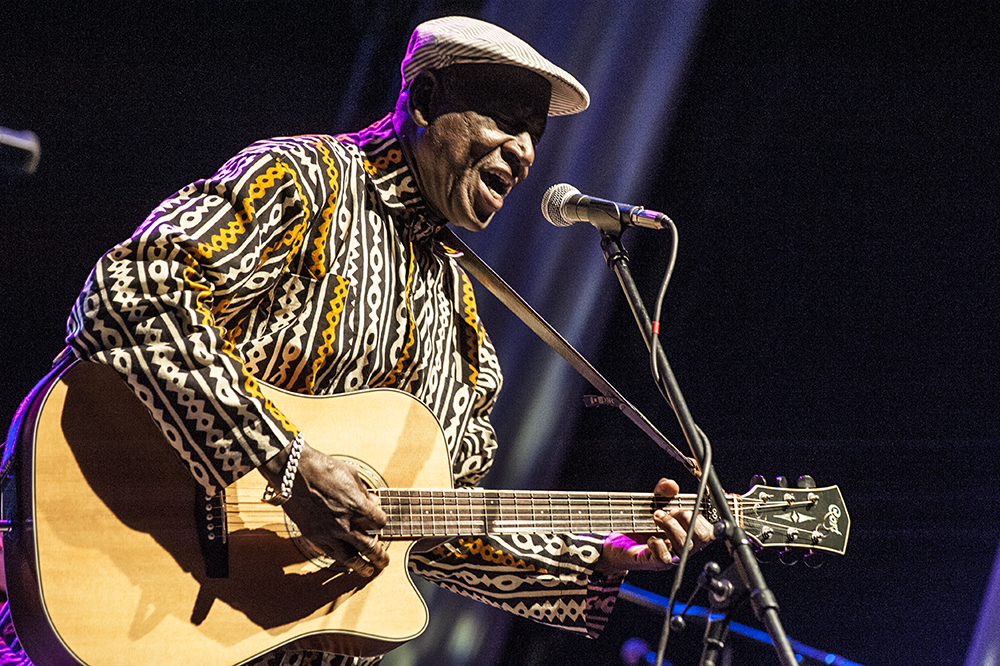
Boubacar Traore beim Cross Culture Festival in Warschau, Polen (September 2012)

Boubacar Traoré heiratete 1967 und zog zurück nach Kayes. 1968 wurde die Regierung Modibo Keïtas gestürzt. Traoré, der der wichtigste Musiker während der Jahre des Aufbruchs Malis war, beendete seine Karriere. In späteren Interviews beklagte sich Traoré, dass er in den 1960er Jahren nie genug verdient habe, um allein von der Musik zu leben. Die nächsten zwanzig Jahre arbeitete er in der Landwirtschaft und als selbstständiger Schneider. Er sang nur noch für Freunde.
In den späten 1980er Jahren kamen malische Journalisten für eine TV-Reportage nach Kayes – sie entdeckten Boubacar Traoré zufällig und luden ihn zu Filmaufnahmen nach Bamako ein. Der für verstorben gehaltene Traoré setzte mit Kassettenaufnahmen seine Karriere nach einer Pause von zwanzig Jahren fort.
1989 starb Traorés Frau, er zog nach Frankreich, arbeitete dort als Bauarbeiter und sang abends vor Migranten.
1989 wurde Traoré von britischen Musikproduzenten, die seine Aufnahmen aus den späten 1980er Jahren gehört hatten, in Frankreich gefunden. Traoré begann ab 1989 CDs für den internationalen Markt aufzunehmen und durch die ganze Welt zu touren.
2001/2002 drehte der französische Filmregisseur Jacques Sarasin den Dokumentarfilm Je Chanterai Pour Toi über Boubacar Traorés Leben.

## Diskographie
- 1990 Mariama, Stern’s UK
- 1991 Kar Kar, Stern’s UK
- 1995 Les enfants de Pierrette, Revue Noire – vergriffen
- 1996 Sa golo, Label Bleu F
- 1999 Maciré, Label Bleu F
- 2002 Je chanterai pour toi, Marabi F
- 2005 Kongo Magni, Marabi F
- 2011 Mali Denhou, Lusafrica
- 2015 Mbalimaou, Lusafrica
- 2017 Dounia Tabolo, Lusafrica